# Habur Zulaymah (huyện)
Huyện Habur Zulaymah là một huyện thuộc tỉnh Amran, Yemen. Đến thời điểm năm 2003, huyện này có dân số 39334 người